# Franz Ferdinand Kinsky

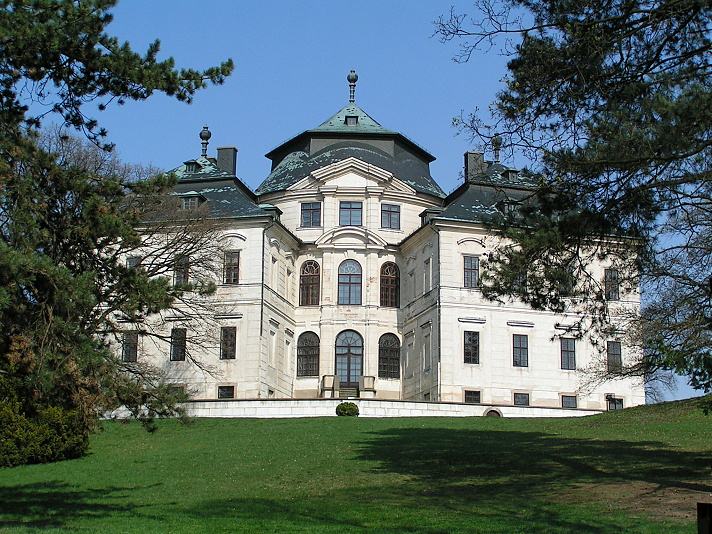
Zamek Karlova Koruna

Franz Ferdinand Kinsky (ur. 1 stycznia 1678 w Pradze, zm. 12 września 1741 tamże) – austriacki arystokrata wywodzący się z książęcego rodu Kinsky, dyplomata i polityk, założyciel „chlumeckiej” gałęzi rodu Kinskich z Chlumca nad Cidlinou. Syn Wacława Norberta O. Kinsky’ego.
Studiował w Leuven. Wzorem ojca pozostał w służbach cesarza, sprawując urząd wicekanclerza (od 1705 r.), następnie kanclerza (niem. Hofkanzler; od 1715 r.) i wreszcie najwyższego kanclerza (niem. böhmischer Obrister Kanzler; od 1723 r.) czeskiej Dworskiej Kancelarii. Pełnił służbę dyplomatyczną, m.in. w 1711 r. był wysłannikiem cesarza na sejm Rzeszy (Ratyzbona). Od 1740 do 1741 r. był austriackim posłem w Londynie.
Władał państwem stanowym Chlumec, gdzie w l. 1721-1723 wybudował barokowy zamek Karlova Koruna, nazwany tak na cześć cesarza Karola VI. W 1720 r. kupił dawny zamek obronny w naddunajskim Eckartsau, który przebudował na barokowy pałacyk myśliwski (od 1797 – prywatna własność Habsburgów).